# Pedicularis potaninii
Pedicularis potaninii är en snyltrotsväxtart som beskrevs av Carl Maximowicz. Pedicularis potaninii ingår i släktet spiror, och familjen snyltrotsväxter. Inga underarter finns listade i Catalogue of Life.